# 池田真由美
池田 真由美（いけだ まゆみ、1977年7月25日 - ）は、元フリーアナウンサー。神奈川県出身。日本女子大学文学部卒業。

## 来歴
大学在学中の1998年、読売ジャイアンツのマスコットガール、ファイアーガールズに加入した経験がある（ちなみにこの時の同期が信田美帆）。大学卒業後の2000年、セント・フォースに所属しフリーアナウンサーとしてのスタートを切り、情報プロジェクトS（フジテレビ・2001年）ではお天気コーナーを担当。その後、WOWOWのアナウンサーとなり、同局の看板アナウンサーとして多くの番組でレギュラーを務めた後、結婚を機に2006年3月をもって退社。2008年2月に第一子を出産した。

## 出演番組
- 情報プロジェクトS（フジテレビ・2001年）
- ジョン・カビラのフットボールPLUS! (WOWOW)